# Bajkal (distrikt)
Bajkal (bulgariska: Байкал) är ett distrikt i Bulgarien.   Det ligger i kommunen Obsjtina Dolna Mitropolija och regionen Pleven, i den nordvästra delen av landet, 140 kilometer nordost om huvudstaden Sofia.
Trakten runt Bajkal består till största delen av jordbruksmark. Runt Bajkal är det ganska glesbefolkat, med 34 invånare per kvadratkilometer.